# Stawellia
Stawellia F.Muell. – rodzaj roślin należący do rodziny złotogłowowatych (Asphodelaceae), obejmujący dwa gatunki, występujące endemicznie w południowo-zachodniej Australii.
Nazwa rodzaju została nadana na cześć Williama Stawella, XIX-wiecznego Prezesa Sądu Najwyższego Wiktorii.

## Morfologia
Wieloletnie rośliny zielne, kłączowe i tworzące kępy (S. gymnocephala) lub tworzące korzenie podporowe (S. dimorphantha). Liście okrągłe na przekroju, tworzące pochwy u nasady, o brzegach prześwitujących, całych. Kwiaty siedzące, zebrane w szczytowy, gęsty i kulisty kłos, wyrastający na głąbiku, o długości 15–22 cm (S. dimorphantha) lub bardzo krótkim (S. gymnocephala). Młode kwiatostany otoczone są łuskowatymi, prześwitującymi podsadkami. Okwiat promienisty, sześciolistkowy. Listki okwiatu krótko zrośnięte u nasady, fioletowe lub kremowe. Trzy pręciki o szerokich nitkach i równowąskich pylnikach skupionychg wokół szyjki słupka. Zalążnia górna, trójkomorowa, z dwoma zalążkami w każdej komorze. Szyjka słupka nitkowata, zakończona małym, główkowatym znamieniem. Owocami są torebki zawierające nerkowate, czarne, błyszczące nasiona.

## Systematyka
Rodzaj z podrodziny liliowcowych (Hemerocallidoideae) z rodziny złotogłowowatych (Asphodelaceae). 
Wykaz gatunków
- Stawellia dimorphantha F.Muell.
- Stawellia gymnocephala Diels